# Andrew Hjulsager
- アンドラウ・ユールスエーヤ
- アンドリュー・ヒュルサガー

Andrew Hjulsager（アンドラウ・ユールスエーヤまたはアンドルー・ヒュルサガー、1995年1月15日 - ）は、デンマーク・アマー島出身のプロサッカー選手。ベルギーのヘント所属。ポジションはミッドフィールダー（攻撃的ミッドフィールダー）。

## クラブ歴

### ブレンビーIF
2013年7月21日、18歳だったHjulsagerはシーズン初めのFCベストシェランとの試合で4-3-3のシステムの右ウイングとして出場し、クラブ史上2番目に若い年齢のゴールでデビューを飾った。

### セルタ・デ・ビーゴ
2017年1月31日には、ラ・リーガのセルタ・デ・ビーゴと3年半契約を結んだ。
2018年1月31日、ラ・リーガ2のグラナダCFにシーズンの終わりまでレンタル移籍した。

### KVオーステンデ
2019年7月12日にベルギーリーグのKVオーステンデに移籍した。2年間で59試合に出場し、9ゴール14アシストの成績を残した。

### KAAヘント
2021年6月11日には、同じベルギーリーグのKAAヘントと4年契約を結んだ。

## 代表歴
ユース年代のデンマーク代表歴がある。UEFA U-21欧州選手権2017に向けてU-21デンマーク代表に招集された。

## タイトル
個人賞
- デンマークサッカー協会選出のU19優秀選手:2013[8]